# Kalyny (Tjatschiw)
Kalyny (ukrainisch Калини; russisch Калины Kaliny, slowakisch Kaliny, ungarisch Alsókálinfalva) ist ein Dorf in der ukrainischen Oblast Transkarpatien mit etwa 5800 Einwohnern (2004).

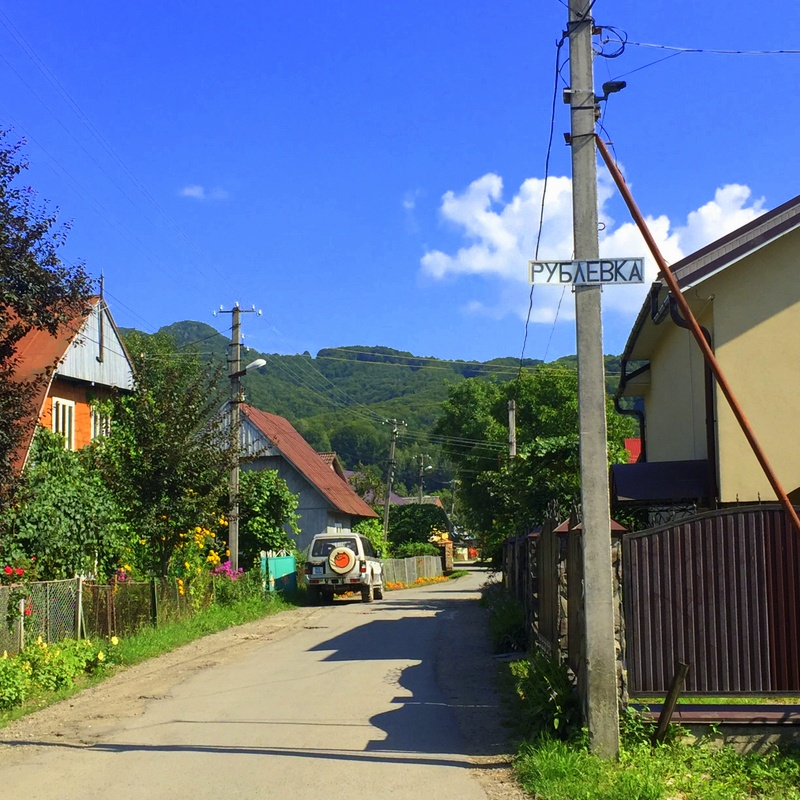
Straße im Dorf

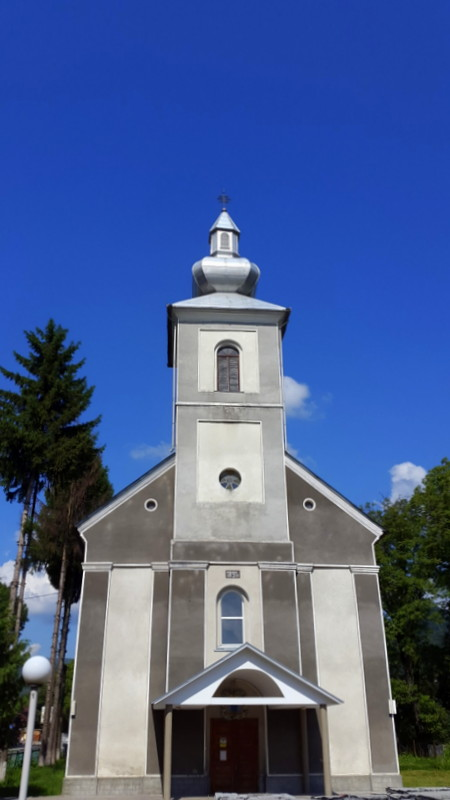
Kirche im Dorf

Das Anfang des 15. Jahrhunderts erstmals schriftlich erwähnte Dorf liegt in den Waldkarpaten in der historischen Region Maramureș im Tal der Tereswa, einem Nebenfluss der Theiß unweit der Siedlung städtischen Typs Dubowe. Das Rajonzentrum Tjatschiw liegt 32 km südwestlich und das Oblastzentrum Uschhorod 170 km nordwestlich von Kalyny. Durch das Dorf verläuft die Territorialstraße T–07–28 und die Waldbahn Tereswatal.
Am 12. Juni 2020 wurde das Dorf ein Teil neu gegründeten Siedlungsgemeinde Dubowe im Rajon Tjatschiw; bis dahin bildete es die Landratsgemeinde Kalyny (Калинівська сільська рада/Kalyniwska silska rada).